# Adelaida de Carcassona
Adelaida de Carcassona, o Carcassona-Rasès, (Carcassona, segle xi ?) fou la filla de Pere II de Carcassona i Rangarda de La Marca. Es va casar amb Guillem I de Cerdanya, però no van tenir descendència. A la seva mort va deixar en dot al seu marit els drets del comtat de Carcassona i Rasès. Aquest hi va renunciar i els va vendre a Ramon Berenguer I, el 1067, per 4.000 mancusos d'or, quan es va casar en segones núpcies amb la seva filla Sança de Barcelona.